# ヘンリー・プールはここにいる 〜壁の神様〜
『ヘンリー・プールはここにいる 〜壁の神様〜』は、2008年のコメディ映画。

## 概要
カリフォルニア州のとある住宅街に起こった奇跡を、人生に絶望した男の視点から描いた本作。コメディ映画としてカテゴライズされているが、人間の持つ深い悲しみや心の傷などにも描写を掘り下げていて、コメディよりはドラマ映画的な要素が大きい。映像もカリフォルニアならではの空虚で晴れ渡った雰囲気やどこにでもありそうな何の変哲もない住宅街を舞台にしたことで、一風変わった感動映画になっている。『ザ・ロイヤル・テネンバウムズ』などで知られるルーク・ウィルソンが人生に幻滅した寂しい男を見事に演じてる。その他には『サイレントヒル』などで知られるオーストラリア出身のラダ・ミッチェル、『バベル』で菊地凛子と共にアカデミー賞にノミネートされたアドリアナ・バラッザやラテン系コメディアンのジョージ・ロペスなどが顔を揃える。また、『2012』で子役を演じたモーガン・リリーの映画デビュー作でもある。日本では劇場未公開に終わり、DVDリリースされた。

## あらすじ
ワケありで幼少時代を過ごしたカリフォルニア州の故郷に戻ってきたヘンリー・プール（ルーク・ウィルソン）。ヘンリーは住宅セールスのメグ（シェリル・ハインズ）と共に中古物件の見学へ来て、購入を即決。特に良い家でもなく、所々に補修も必要なことからメグは割安料金での販売を提案するが、ヘンリーはそれを退けて原価で購入。引っ越しを済ませて間もなく、ヘンリーは隣に住むメキシコ人のエスペランザ（アドリアナ・バラッザ）から歓迎を受ける。悪くおせっかいなエスペランザを鬱陶しくも感じながら、ヘンリーは再び無気力に生活を続けていた。
そんなある日、自分の家の裏庭でエスペランザがあるものを発見する。それは頼んでもない壁の塗り替え後に浮き出てきたひとつのシミだった。エスペランザは取り乱した様子でそのシミがキリストの顔であると主張し始め、さらには自分が通う教会の神父（ジョージ・ロペス）までをヘンリーの家に招き寄せる。奇跡など信じようともしないヘンリーは中年のたわ言としてエスペランザの言葉など信じようともしないのだが、そのシミを触った人々に次々と奇跡が起きていく。

## キャスト・スタッフ

### 出演者
| 役名             | 俳優                     | 日本語吹替 |
| ---------------- | ------------------------ | ---------- |
| ヘンリー・プール | ルーク・ウィルソン       | 宮本充     |
| ドーン           | ラダ・ミッチェル         | 加藤優子   |
| エスペランザ     | アドリアナ・バラッザ     | 定岡小百合 |
| サラザール神父   | ジョージ・ロペス         | 星野充昭   |
| ミリー           | モーガン・リリー         | 谷井あすか |
| メグ             | シェリル・ハインズ       | 小林沙苗   |
| ファンチャー医師 | リチャード・ベンジャミン |            |

- その他：よのひかり／西宏子／四宮豪／世戸さおり／小松史法

### スタッフ
- 監督：マーク・ペリントン
- 製作：ゲイリー・ギルバート、トム・ラサリー、ほか
- 製作総指揮：ノーマン・リース、エリック・リード、ほか
- 脚本：アルバート・トーレス
- 音楽：ジョン・フリッゼル
- 編集：リサ・ゼノ・チャージン
- 衣装デザイン：ウェンディ・チャック